# Балкански политически клуб
Балканският политически клуб (БПК) е регионална инициатива на бивши и настоящи политически лидери от висок ранг, както и изявени интелектуалци от балканските страни.

## Цел, мото, програма
Клубът има за главна цел да спомага за бързото обществено, политическо и икономическо възстановяване на Балканите като неделима част от Европа.
Мотото на клуба е: „Мисли глобално, действай регионално“.
Програмната декларация при учредяване на Балканския политически клуб включва най-общо три главни каузи:
- да генерира нови работещи идеи за развитието на Балканите като регион;
- да съдейства за нови инфраструктурни проекти на Балканите като цялост;
- да лобира пред международните финансови институции за финансиране на общите инфраструктурни проекти и да бъде гарант на европейския стремеж на балканските страни.

## Основаване
БПК е основан на 26 май 2001 г. в София по идея на бившия президент на България д-р Жельо Желев.
Учредителното събрание протича под мотото „Да европеизираме Балканите“. В него участва бивши и настоящи президенти като Йон Илиеску, Емил Константинеску, Сюлейман Демирел, Киро Глигоров, политически лидери от Босна и Херцеговина, Гърция, Албания, Северна Македония, Турция и др., както и изявени интелектуалци.
От 2001 до 2007 г. президент на Балканския политически клуб е д-р Жельо Желев.

## Индивидуални членове
- Албания: Александър Мекси (бивш премиер), Сали Бериша (настоящ премиер, бивш президент, лидер на партия), Фатос Нано (бивш премиер, настоящ лидер на партия);
- Босна и Херцеговина: Бериз Белкич (депутат), Зарко Папич (директор на бюро за социологически изследвания), Иво Комсич (политически лидер), Младен Иванич (бивш външен министър и бивш премиер на Република Сръбска);
- България: Ахмед Доган (лидер на партия), Георги Първанов (бивш президент), Жельо Желев (бивш президент), Иван Станчов (бивш външен министър), Симеон Сакскобургготски (бивш премиер и лидер на партия), Соломон Паси (бивш външен министър и настоящ депутат);
- Гърция: Георгиос Папандреу (бивш външен министър, лидер на партия), Димитрис Цацос (бивш депутат в Еврпейския парламент), Димитриос Кацудас (старши съветник на кмета на Атина), Дора Бакоянис (кмет на Атина, бивш министър), Михалис Папаконстантину (бивш външен министър), Теодорос Кулумбис (директор на агенция);
- Северна Македония - Арбен Ксафери (лидер на партия), Димитър Димитров (бивш министър и бивш посланик), Киро Глигоров (бивш президент), Любчо Георгиевски (бивш премиер, лидер на партия), Любиша Георгиевски (бивш посланик), Никола Груевски (бивш министър, лидер на партия);
- Република Молдова - Мирча Снегур (бивш президент), Йон Стурза (бивш премиер);
- Румъния - Андрей Плесу (бивш външен министър), Емил Константинеску (бивш президент), Константин Михаил Григорие (посланик), Йон Илиеску (бивш президент), Михай-Разван Унгуреану (настоящ външен министър), Петре Роман (бивш премиер и бивш външен министър);
- Сърбия, Черна Гора и Косово - Весна Пресич (посланик), Ветон Сурои (политически лидер), Войн Димитриевич (директор на центъра за човешки права), Драголюб Мичинович (политически лидер, бивш депутат), Зоран Живкович (бивш премиер), Миролюб Лабус (бивш премиер, политически лидер), Светозар Марович (бивш президент на федерацията);
- Турция - Акан Сурвер (президент на фондация), Али Серденгеджли (политик), Вахя Сезаи Тезел (професор по икономика), Мурат Караялчън (бивш кмет на Анкара, бивш външен министър, лидер на партия), Сюлейман Демирел (бивш президент), Хаяти Коркмаз (почетен консул на България), Хикмет Четин (бивш външен министър);
- Хърватска: Иво Слаус (академик);